# Hartmann Feierabend
Hartmann Feierabend (* um 1450 in Baden AG; † 11. Juli 1512 in Baden) war Geistlicher, Humanist, und Begründer der Badischen Stiftsbibliothek in der eidgenössischen Grafschaft Baden.

## Leben
Feierabend (in alten Urkunden auch "Firabent") stammte aus einer vermögenden Badener Kaufmannsfamilie.
Sein Vater war ebenso wie Feierabends älterer Bruder und dessen Sohn Salzhändler.
Feierabend studierte nach Erwerb des Badener Bürgerrechtes 1476 in Basel, war 1478 Baccalaureus, und wirkte 1482 zunächst als Schulmeister.
1483 wurde ihm nach dem Tode des bisherigen Amtsinhabers Heinrich Ersam die Badener Frühmesspfründe übertragen.
1486 übernahm Feierabend mit Einwilligung des Konstanzschen Generalvikariates die Stelle des Pfarrers von Merischwanden, Johann Keller.
Im Jahre 1489 wurde Feierabend nach der Resignation seines Vorgängers Johann Stapfer in das Amt des Leutpriesters von Baden berufen.
Hier geriet er im Jahre 1497 in Konflikt mit dem Schultheiss und dem Rat der Stadt Baden, da diese die Feierabend untergeordneten Geistlichen der weltlichen Gerichtsbarkeit unterwerfen wollten, worauf sich der Bischof Hugo von Konstanz in den Streit einschaltete und das der Geistlichkeit gemachte Verbot, anderswo als vor dem geistlichen Richter Rede zu stehen, bestätigte.
Daraufhin fragte Feierabend bei dem Bischof an, wie er sich vor diesem Hintergrund im Hinblick auf die Absolution bei der Beichte gegen diese Magistratspersonen verhalten solle, worauf der Bischof im Jahre 1498 Feierabend durch seinen Hofmeister Walter von Hallwyl eine Weisung zukommen ließ, zu welcher sich der Bischof aber selbst nicht öffentlich bekennen wollte und gegenüber den Vertretern der eidgenössischen Städte seine Unschuld beteuern wollte.
Feierabend zählte neben den Brüdern Johann und Caspar Frey und dem Schulmeister und Notar Lukas Lütprand zum Badener Freundeskreis des Humanisten Ulrich Zasius und blieb mit diesem auch nach dessen Wegzug aus Baden in Verbindung.
Er legte durch den privaten Erwerb von prächtigen Erstlingsdrucken, welche nach seinem am Tode an die Pfarrkirche übergingen, den Grund zur Pfarrbibliothek und zu deren späterem Ausbau zu einer wertvollen Stiftsbibliothek mit einem bedeutenden Schatz an Inkunabeln.
Zu diesen gehört unter anderem die mit dem Wappen Feierabends (ein mit einem Kreuz gekrönter Triangel auf gemustertem blauen Grund) versehene Nürnberger Ausgabe des kirchlichen Rechtsbuches „Concordia diccordantium canonum“ des Bologneser Rechtsgelehrten Gratianus von 1483.
Feierabend tat sich auch als Förderer der deutschen Schriftsprache hervor. So veranlasste er die im Jahre 1512 erfolgte Übersetzung des lateinischen Werkes „Von dem Anfang und Wesen der heiligen Stadt Jerusalem“ von Sebastian Brand in die deutsche Sprache durch Caspar Frey, welche im Jahre 1518 in Folio veröffentlicht wurde.
Sein Nachfolger als Leutpriester war Johann Schach. Als katholischer Geistlicher blieb Feierabend unverheiratet und kinderlos, sein 1541 verstorbener Neffe Heinrich Feierabend war 1504 Ratsherr und 1524 Schultheiss zu Baden.